# Campionatele Europene de tenis de masă din 2015
Campionatele Europene de tenis de masă din 2015 au avut loc la Ekaterinburg, Rusia în perioada 25 septembrie – 4 octombrie 2015. Concursul a avut loc la Ekaterinburg-Expo. La echipe masculin, Austria a obținut primul ei titlu, iar la echipe feminin, Germania a obținut cel de-al șaptelea titlu.

## Rezumat medalii

### Masculin
| Probă  | Aur                                                                               | Argint                                                                                 | Bronz                                                                                        |
| Echipe | Austria Robert Gardos Stefan Fegerl Daniel Habesohn Dominik Habesohn Chen Weixing | Germania Dimitrij Ovtcharov Patrick Baum Patrick Franziska Ruwen Filus Ricardo Walther | Belarus Vladimir Samsonov Evgueni Chtchetinine Pavel Platonov Aliaksandr Khanin Gleb Shamruk |
| Echipe | Austria Robert Gardos Stefan Fegerl Daniel Habesohn Dominik Habesohn Chen Weixing | Germania Dimitrij Ovtcharov Patrick Baum Patrick Franziska Ruwen Filus Ricardo Walther | Franța Simon Gauzy Emmanuel Lebesson Tristan Flore Antoine Hachard Stephane Ouaiche          |
| Simplu | Dimitrij Ovtcharov Germania                                                       | Marcos Freitas Portugalia                                                              | Pär Gerell Suedia                                                                            |
| Simplu | Dimitrij Ovtcharov Germania                                                       | Marcos Freitas Portugalia                                                              | Tiago Apolónia Portugalia                                                                    |
| Dublu  | João Monteiro / Stefan Fegerl Portugalia / Austria                                | Robert Gardos Daniel Habesohn Austria                                                  | Kristian Karlsson Mattias Karlsson Suedia                                                    |
| Dublu  | João Monteiro / Stefan Fegerl Portugalia / Austria                                | Robert Gardos Daniel Habesohn Austria                                                  | Alexander Shibaev Kirill Skachkov Rusia                                                      |

### Feminin
| Probă  | Aur                                                                      | Argint                                                                                           | Bronz                                                                                |
| Echipe | Germania Petrissa Solja Han Ying Shan Xiaona Sabine Winter Irene Ivancan | România · Elizabeta Samara · Daniela Dodean · Bernadette Szőcs · Adina Diaconu · Cristina Hirici | Ucraina Margaryta Pesotska Tetyana Bilenko Ganna Gaponova                            |
| Echipe | Germania Petrissa Solja Han Ying Shan Xiaona Sabine Winter Irene Ivancan | România · Elizabeta Samara · Daniela Dodean · Bernadette Szőcs · Adina Diaconu · Cristina Hirici | Rusia Polina Mikhaylova Yana Noskova Anna Tikhomirova Maria Dolgikh Yulia Prokhorova |
| Simplu | Elizabeta Samara · România                                               | Li Jie Țările de Jos                                                                             | Fu Yu Portugalia                                                                     |
| Simplu | Elizabeta Samara · România                                               | Li Jie Țările de Jos                                                                             | Polina Mikhaylova Rusia                                                              |
| Dublu  | Melek Hu / Shen Yanfei Turcia / Spania                                   | Georgina Póta / Elizabeta Samara · Ungaria / România                                             | Li Qian / Li Jie Polonia / Țările de Jos                                             |
| Dublu  | Melek Hu / Shen Yanfei Turcia / Spania                                   | Georgina Póta / Elizabeta Samara · Ungaria / România                                             | Han Ying / Irene Ivancan Germania                                                    |

## Tabel de medalii
| Poz | Țară          | Aur | Argint | Bronz | Total |
| --- | ------------- | --- | ------ | ----- | ----- |
| 1.  | Germania      | 2   | 1      | 1     | 4     |
| 2.  | Austria       | 1,5 | 1      | 0     | 2,5   |
| 3.  | România       | 1   | 1,5    | 0     | 2,5   |
| 4.  | Portugalia    | 0,5 | 1      | 2     | 3,5   |
| 5.  | Spania        | 0,5 | 0      | 0     | 0,5   |
| 5.  | Turcia        | 0,5 | 0      | 0     | 0,5   |
| 7.  | Țările de Jos | 0   | 1      | 0,5   | 1,5   |
| 8.  | Ungaria       | 0   | 0,5    | 0     | 0,5   |
| 9.  | Rusia         | 0   | 0      | 3     | 3     |
| 10. | Suedia        | 0   | 0      | 2     | 2     |
| 11. | Belarus       | 0   | 0      | 1     | 1     |
| 11. | Franța        | 0   | 0      | 1     | 1     |
| 11. | Ucraina       | 0   | 0      | 1     | 1     |
| 14. | Polonia       | 0   | 0      | 0,5   | 0,5   |